# Marian Woronin

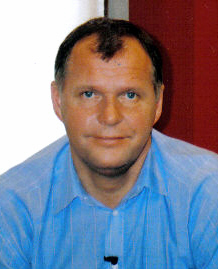
Marian Woronin.

Marian Jerzy Woronin (Grodzisk Mazowiecki, 13 de agosto de 1956) fue un atleta polaco especializado en pruebas de velocidad. Consiguió ganar 18 campeonatos de Polonia, la mitad de ellos en pista cubierta. Ganó una medalla de oro en el Campeonato de Europa en los relevos 4 x 100 metros. También consiguió ganar 4 veces los 60 metros lisos en el Campeonato Europeo de Atletismo en Pista Cubierta.